# بوریس پپانیان
بوریس ژورایی پپانیان (ارمنی: Բորիս Ժորայի Պեպանյան زاده ۱۶ ژوئیهٔ ۱۹۵۰) یک بازیگر اهل ارمنستان است. وی از ۱۹۷۲ سال میلادی تاکنون مشغول فعالیت بوده است.

## زندگی‌نامه
وی در ۱۶ ژوئیهٔ ۱۹۵۰ در آلاوردی به دنیا آمد و از انستیتو دولتی هنری و نمایشی ایروان (۱۹۷۲) فارغ‌التحصیل شد. وی از ۱۹۷۲ در تئاتر کمدی موزیکال پارونیان فعالیت می‌کند. وی همچنین برندهٔ جوایزی همچون هنرمند افتخاری جمهوری ارمنستان (۲۰۰۳) و بهتر بازیگر مرد سال جوایز آرتاوازد (۲۰۰۲) شده است.

## یادداشت
1. ↑  «Տարվա լավագույն դերասան», ՀԹԳՄ «Արտավազդ» մրցանակ